# Wigan Athletic Football Club 2022-2023
Questa voce raccoglie le informazioni riguardanti il Wigan Athletic Football Club nelle competizioni ufficiali della stagione 2022-2023.

## Maglie e sponsor
| Casa | Trasferta |

Sponsor ufficiale: Big Help Project
Fornitore tecnico: Puma

## Rosa
Aggiornata al 24 maggio 2023.
| N. |                        | Ruolo | Calciatore     |
| -- | ---------------------- | ----- | -------------- |
| 1  | Inghilterra (bandiera) | P     | Jamie Jones    |
| 2  | Namibia (bandiera)     | D     | Ryan Nyambe    |
| 3  | Inghilterra (bandiera) | D     | Tom Pearce     |
| 4  | Inghilterra (bandiera) | D     | Tom Naylor     |
| 5  | Inghilterra (bandiera) | D     | Jack Whatmough |
| 6  | Giamaica (bandiera)    | C     | Jordan Cousins |
| 7  | Galles (bandiera)      | C     | Gwion Edwards  |
| 8  | Inghilterra (bandiera) | C     | Max Power      |
| 9  | Inghilterra (bandiera) | A     | Charlie Wyke   |
| 10 | Irlanda (bandiera)     | A     | Will Keane     |
| 12 | Inghilterra (bandiera) | P     | Ben Amos       |
| 13 | Tunisia (bandiera)     | D     | Omar Rekik     |
| 14 | Irlanda (bandiera)     | C     | Anthony Scully |
| 15 | Scozia (bandiera)      | D     | Jason Kerr     |

| N. |                             | Ruolo | Calciatore            |
| -- | --------------------------- | ----- | --------------------- |
| 16 | Giamaica (bandiera)         | D     | Curtis Tilt           |
| 18 | Scozia (bandiera)           | C     | Graeme Shinnie        |
| 19 | Inghilterra (bandiera)      | C     | Callum Lang           |
| 20 | Galles (bandiera)           | A     | Nathan Broadhead      |
| 21 | Inghilterra (bandiera)      | D     | Joe Bennett           |
| 23 | Irlanda (bandiera)          | C     | James McClean         |
| 25 | Inghilterra (bandiera)      | D     | Rarmani Edmonds-Green |
| 26 | Inghilterra (bandiera)      | C     | Miguel Azeez          |
| 27 | Zimbabwe (bandiera)         | D     | Tendayi Darikwa       |
| 28 | Irlanda del Nord (bandiera) | A     | Josh Magennis         |
| 30 | Norvegia (bandiera)         | C     | Thelo Aasgaard        |
| 32 | Inghilterra (bandiera)      | A     | Ashley Fletcher       |
| 44 | Inghilterra (bandiera)      | D     | Steven Caulker        |